# ユール・レスペン
ユール・レスペン（Juul Respen 、1998年10月17日 - ）は、オランダ・ヘルドロップ出身のプロサッカー選手。エールステ・ディヴィジ・ヘルモント・スポルト所属。ポジションは、フォワード（ウイング）。

## クラブ歴
2016年11月4日、エールステ・ディヴィジのFCドルトレヒト戦でプロデビューを果たした。